# Tengkujuh
Tengkujuh is een bestuurslaag in het regentschap Lampung Selatan van de provincie Lampung, Indonesië. Tengkujuh telt 956 inwoners (volkstelling 2010).